# Hedyotis resupinata
Hedyotis resupinata är en måreväxtart som beskrevs av Henry Nicholas Ridley. Hedyotis resupinata ingår i släktet Hedyotis och familjen måreväxter. Inga underarter finns listade i Catalogue of Life.